# Илија Милчин
Илија Милчин (Прилеп, 19. јун 1918 — Скопље, 11. март 2002) био је македонски глумац, режисер, лингвиста, преводилац и почасни члан ДМП.

## Биографија
Милчин је рођен у Прилепу 1918. године, завршио је право на Универзитету у Софији 1942. године. У периоду од 1944. до 1947. године радио је као драматург, а затим као глумац и редитељ Македонског народног театра. Био је уметнички директор и директор Регионалног Македонског народног театра у Благоевграду, Пиринска Македонија (1947-1948).
Од 1965. до 1968. био је директор драме у Македонског народног театра. Његов преводилачки рад обухвата многе важне радове руских, хрватских, бугарских и француских аутора. Добитник је награда: „11. октобар”, „Никола Карев”, „Јован Стерија Поповић”, „13. новембри”, „Војдан Чернодрински”.
Његов син је режисер Владимир Милчин.